# Ивановка (Стодолищенское поселение)
Ивановка — бывшая деревня в Починковском районе Смоленской области России.
Располагалась в 3 верстах к западу от современной деревни Навины у истока речки Трахотинка. У пруда, который сохранился до сих пор.

## История
Деревня обозначена на планах, создававшихся в 1780-1790 году, под именем Ивановка Трахотинка тож .
В списках 1859 года уже просто Ивановка, в ней 8 дворов и 79 жителей .
В конце XIX, начале XX века входила в Полуевскую волость Рославльского уезда .
В 1926 году в деревне было 32 двора .
Согласно справочнику административно-территориального деления Смоленской области Ивановка находилась в учётных списках только до 1971 года .
В 1993 году числилась, как населённый пункт, прекративший существование .